# Karaali, Beyşehir
Karaali là một thị trấn thuộc huyện Beyşehir, tỉnh Konya, Thổ Nhĩ Kỳ. Dân số thời điểm năm 2011 là 2.381 người.